# Härnösand (Gemeinde)
Koordinaten: 62° 38′ N, 17° 57′ O

Härnösand ist eine Gemeinde (schwedisch kommun) in der schwedischen Provinz Västernorrlands län und der historischen Provinz Ångermanland. Der Hauptort der Gemeinde ist Härnösand.
Härnösand ist seit 1647 Sitz eines Bistums der evangelischen Schwedischen Kirche. Damals wurde dieses Bistum aus dem Erzbistum Uppsala im Zuge des Friedens von Brömsebro, als Härjedal und Jämtland schwedisch wurden, herausgelöst. Es umfasst die Landschaften Medelpad, Ångermanland, Härjedalen und Jämtland. Härjedalen hatte vorher zum Erzbistum Nidaros gehört und wurde kirchlich erst um 1660 zum neuen Bistum überführt. Jämtland wurde bis 1570 dem Erzbistum Uppsala zugerechnet, obgleich es seit dem 12. Jahrhundert politisch zu Norwegen gehörte.
Weitere Ortschaften sind Höggsjö, Ramvik, Rö, Stigsjö, Säbrå, Utansjö, Viksjö, Älandsbro u. a. m. Durch die Gemeinde führt die Europastraße 4.

## Geographie
Härnösand ist eine Küstengemeinde am Bottnischen Meerbusen. Der Küste vorgelagert sind größere Inseln. Von der Küstenebene steigt das Gemeindegebiet zu einem bewaldeten Hügelland an.

### Orte
- Härnösand (Hauptort)
- Ramvik
- Utansjö
- Älandsbro

## Wirtschaft
Härnösand ist eine Verwaltungs- und Handelsgemeinde. Über 50 % der Arbeitskräfte sind im öffentlichen Bereich beschäftigt (Gemeinde, Provinzialverwaltung, Provinziallandtag und militärische Einrichtungen). Nur 10 % der Arbeitskräfte arbeiten in der Industrie, die von mittelständischen Unternehmen und Kleinunternehmen geprägt ist.